# Route nationale 20b
La Route nationale 20b est l'ancienne appellation de la N22 reliant le Col de Puymorens à Pas de la Case en Andorre. Ce numéro a existé jusqu'en 1975 lors des déclassements des routes françaises.

## Histoire
La route du Col de Puymorens à la frontière franco-andorrane est classée dans le réseau national par un décret du 9 décembre 1907 en tant qu'annexe à la route nationale 20.

En 1933, elle est classée sous le numéro 20b.

Dans les années 1970, la RN 20b devient la RN 22.